# Cédric Coll
Cédric Coll (Ceret, Vallespir, 8 d'agost de 1988) és un jugador de rugbi a XV nord-català que ha jugat en les posicions de mig d'obertura i de darrere 

## Biografia
Jove promesa del rugbi francès, va començar en les categories inferiors del Ceret Esportiu i passa pel pol de França de Marcoussis. Quan va arribar a la categoria de cadets, es va incorporar a l'AS Béziers amb el qual va guanyar el títol de Campió de França cadet. En 2006, es va integrar al club Unió Esportiva Arlequins de Perpinyà. Juga amb les promeses en els primers anys i fa el seu primer partit professional el 25 d'octubre de 2008 en un partit contra la US Dax en la temporada 2008-2009. Va marcar en aquesta ocasió els primers punts passant un drop al final del partit. Va guanyar el seu primer trofeu de campió de França amb l'equip català. En la tempirada 2009-2010 va jugar a la US Montauban.

## Equips en els que ha jugat
- abans 2004 : Ceret Esportiu
- 2004-2006 : AS Béziers
- 2006-2009 : Unió Esportiva Arlequins de Perpinyà
- 2009-2011 : US Montauban
  - European Challenge Cup 2009-2010: 1 matx i un total de 40 minutes jugats.
- 2011-2012 : Pays d'Aix RC
- 2012- : Union Sportive Colomiers Rugby (Pro D2)

## Partits en selecció
- Equip de França sub20:
  - Torneig de les Sis Nacions 2008: 3 partits, inclòs 1 titular.
- Equip de França sub19:
  - Torneig de les Sis Nacions 2007: 1 partit jugat com a titular.
  - Copa del Món 2007: 3 partits, 2 titular, 1 assaig.